# Pop Will Eat Itself
I Pop Will Eat Itself (a volte noti con l'acronimo PWEI e soprannominati The Poppies) sono  un gruppo musicale britannico.
Il loro nome trae ispirazione da una citazione tratta da un articolo scritto sulla rivista NME.

## Storia del gruppo
I Pop Will Eat Itself vennero fondati a Stourbridge nel 1986 da un organico di musicisti che aveva cambiato nome più volte. Il primo EP è l'autoprodotto The Poppies Say Grr! (1986) inaugurato singolo della settimana da NME. Dopo la pubblicazione di alcuni EP all'insegna del punk pop, vennero scritturati dalla Chapter 22 per la quale incisero l'esordio in studio Box Frenzy del 1987, che contiene la celebre There Is No Love Between Us Anymore.
Nel 1994 hanno collaborato con i The Prodigy alla canzone Their Law dell'album Music for the Jilted Generation
Con il seguente This Is The Day...This Is The Hour...This Is This! (1989) il gruppo virò verso un suono decisamente più dance. The Looks Or The Lifestyle? (1996) contiene Get The Girl + Kill The Baddies, traccia destinata a raggiungere il nono posto delle classifiche britanniche. Dopo l'uscita di Dos Dedos Mis Amigos (1994) e della raccolta di remix Two Fingers My Friends! (1995), il gruppo si è sciolto nel 1996.
Il chitarrista Clint Mansell ha successivamente avviato una carriera di compositore di colonne sonore (sue sono le musiche del film Requiem for a Dream) mentre il bassista Richard March è entrato nei Bentley Rhythm Ace.
Si sono riformati da prima temporaneamente nel 2005 e poi nel 2010.

## Stile musicale
Classificati come gruppo indie nonché fra quelli appartenenti alla cosiddetta scena grebo, i Pop Will Eat Itself furono fra i primi gruppi rock ad adoperare l'elettronica e i campionamenti. Fra gli elementi che contraddistinguono la loro musica vi sono i pesanti riff della chitarra, il cantato rap e ritmi ripresi dall'hip hop.

## Formazione
- Clint Mansell – voce, chitarra
- Adam Mole – chitarra, tastiere
- Graham Crabbs – batteria
- Richard March – basso

## Discografia
- 1987 – Box Frenzy
- 1989 – This Is The Day...This Is The Hour...This Is This!
- 1990 – Cure For Sanity
- 1992 – The Looks Or The Lifestyle?
- 1993 – At Weirds Bar And Grill
- 1994 – Dos Dedos Mis Amigos
- 1994 – Two Fingers My Friend! (album di remix)
- 2011 – New Noise Designed By A Sadist
- 2014 – Reclaim the Game (Funk FIFA)
- 2015 – Anti-Nasty League